# Aragonès ribagorçà
|  | No s'ha de confondre amb Dialecte ribagorçà. |

L'aragonès ribagorçà, de vegades denominat simplement ribagorçà, és una varietat dialectal de l'aragonès parlada principalment a la meitat nord-occidental i occidental de la ribargorça aragonessa, a l'extrem nord-oriental de Somontà de Barbastre i l'extrem nord del Cinca Mitjà (província d'Osca, Aragó).
El ribagorçà es tracta des d'un punt de vista geogràfic d'una parla de transició dins de l'aragonès però amb influència del català. La frontera entre tots dos es troba en el riu Isàvena, continuant al sud amb el riu Èssera.

## Característiques

### Fonètica
- Palatalització de la l- inicial llatina:
  - llobo, llugá.
- Palatalització de la l en els grups llatins pl-, cl-, fl-, gl-, bl-:
  - flló, cllau, pllegá(r).
- Pèrdua de la r final, que afecta també a la -r final dels infinitius:
  - flló, llugá, pllegá(r).
- Persisteix en molts casos la -m- que en castellà han donat -mbr-, que comença a estar present en aragonès escrit medieval.
  - HOMINE > homne > home.
  - FAMEN > fame.
  - VIMEN > vime.
  - LEGUMEN > llegume.
  - NOMEN > nom.
  - LUMEN > llum.
  - EXAMEN > ixamen.
- No obstant això també és possible trobar casos de -mbr-
  - bimbre, costumbre, ixambre, llumbre.

### Morfologia
- Articles: el, e(l)s, la, las.
- Verbs:
  - Morfema personal de 1ª persona plural acaba en -m o -n:
    - nusaltros cantam o nusatros cantán (en aragonès general no existeix la -m final).

  - Gerundis acaben en -án, -én, -ín:
    - cantán, metén, partín

  - Passat perfecte perifràstic com en català amb el verb anar:
    - el ba cantá(r) en lloc de el cantó (en castellà) i ell va cantar (en català)

  - Algunes formes verbals foranes a l'aragonès sobretot a la Baixa Ribagorça:
    - yeba/eba en lloc de yera.
    - tu es y él e en lloc de tu yes y él ye.

Hi ha verbs en conjugacions diferents respecte a l'aragonès general. Per exemple el verb voler (querer en castellà) correspon al ribagorçà querir.

### Sintaxi
Combinacions de pronoms febles de datiu i acusatiu de tipus català, amb un ordre coincident també amb el francès (els lui):
- lo + li > lo-i
- los+ li > los-i
- la + li > la-i
- las+ lis > las-i

## Subdialectes
El dialecte ribagorçà pot subdividir-se en:
- Benasquès, Alt-Ribagorçà
- Mig-Ribagorçà, campés
- Baix-Ribagorçà
  - Grausí
  - Estadellà
  - Aragonès de Fonz

Quadre de diferències entre els subdialectes:
|                                 | Baix-Ribagorçà   | Baix-Ribagorçà   | Mig-Ribagorçà         | Benasquès Alt-Ribagorçà | Benasquès Alt-Ribagorçà |
| Estadella, 1888                 | Graus, 1910      | Campo, 1950      | Bissaürri-Renau, 1950 | Benasc, 1975            |                         |
| Diminutiu -et                   | -é               | -é, a veces -et  | -et, a veces -é       | -et                     | -et                     |
| Diminutiu -iello                | -illo            | -illo            | -illo                 | -iello                  | -iello                  |
| Article                         | El, los, la, las | El, los, la, las | El, es, la, las       | El, y(l)s, la, las      | El, els, la, les        |
| Casos de no diptongació         | Pocos            | Pocos            | Algunos               | Algunos                 | Muchos                  |
| Desinència de 1ª persona plural | -n               | -n               | -m                    | -m pero a veces -n      | -m                      |
| Desinència de 2ª persona plural | -z               | -z               | -z                    | -ts                     | -ts                     |
| Fonema /z/ o /s/                | /z/              | /z/              | /z/                   | /s/                     | /s/                     |
| Formes del verb estar           | E, eba           | E, eba           | Ye, eba               | Ye, yeba                | Ye, yera                |
| Infinitius en -re               | No hay           | No hay           | No hay                | Binre, beure            | Binre, beure            |
| Participis                      | -au, -iu         | -au, -iu         | -au, -iu              | -au, -eu, -iu           | -au, -eu, -iu           |
| Plurals femenins                | -as              | -as              | -as                   | -as                     | -es                     |
| Pronom de 1ª persona plural     | Nusatros         | Nusatros         | Nusotros              | Nusaltros               | Nusaltros               |